# اوتوی کروگر
اوتوی کروگر (انگلیسی: Otto Kruger؛ ۶ سپتامبر ۱۸۸۵ – ۶ سپتامبر ۱۹۷۴) هنرپیشه اهل ایالات متحده آمریکا بود.
از فیلم‌هایی که وی در آن نقش داشته‌است، می‌توان به نیمروز، دوئل زیر آفتاب، یه مرد لاغر دیگه، دختر مدل و پزشکان اشاره کرد.

## مرگ
کروگر در 89مین سالگرد تولدش در خانه فیلم و تلویزیون  در وودلند هیلز، کالیفرنیا درگذشت .